# 2019年亞足聯亞洲盃外圍賽 – 附加賽圈
2019年亞足聯亞洲盃外圍賽 – 附加賽圈是根據2014年11月的亞足聯會議，會在外圍賽第三圈前進行，由 11 支尚未晉級第三圈的球隊（第二圈四個較差的小組第四、七個小組第五）爭取八個晉級外圍賽第三圈名額。抽籤儀式於2016年4月7日在馬來西亞吉隆坡的AFC總部舉行。

## 參賽球隊
- 中華臺北
- 馬爾地夫
- 马来西亚
- 印度
- 葉門
- 东帝汶
- 柬埔寨
- 不丹

## 賽事

### 第一圈
11 支參賽球隊，除在第二圈外圍賽排名最後的不丹外，進行主客兩回合的比賽，勝出的 5 隊晉級2019年亞洲盃外圍賽第三圈，落敗的 5 隊轉戰附加賽第二圈。比賽於2016年6月2日及6月7日舉行。

| 第一隊   | 總比數 | 第二隊 | 首回合  | 次回合  |
| -------- | ------ | ------ | ------- | ------- |
| 中華臺北 | 2–4    | 柬埔寨 | 2–2     | 0–2     |
| 馬爾地夫 | 0–4    | 葉門   | 0–2     | 0–2     |
|          | 6–0    |        | 5–0     | 1–0     |
| 马来西亚 | 6–0    | 东帝汶 | 3–0 [A] | 3–0 [A] |
|          | 1–7    | 印度   | 0–1     | 1–6     |

註解：
1. ^ 東帝汶因為使用偽造文件，所以被亞洲足協判定兩場賽事均無效。[2] 兩場賽事原先都是由馬來西亞以 3–0 勝出。

### 第二圈
5 支在附加賽圈第 2 圈落敗的球隊，聯同第二圈外圍賽排名最後的不丹，進行主客兩回合的淘汰賽，獲勝的三隊取得外圍賽第三圈的最後三個名額。比賽定於2016年9月6日至10月11日期間進行。

| 第一隊   | 總比數 | 第二隊   | 首回合 | 次回合 |
| -------- | ------ | -------- | ------ | ------ |
| 馬爾地夫 | 5–1    |          | 4–0    | 1–1    |
|          | 1–3    | 不丹     | 0–0    | 1–3    |
| 东帝汶   | 2–4    | 中華臺北 | 1–2    | 1–2    |

## 射手榜
3 球
- 傑傑·拉爾佩克盧阿（英语：Jeje Lalpekhlua）
- 艾哈邁德·巴克利（英语：Ahamd Hazwan Bakri）

2 球
- 辰卓堅贊（英语：Chencho Gyeltshen）
- 吳俊青
- 孔尼薩萬·西哈馮（英语：Khonesavanh Sihavong）
- 阿里·阿什法克（英语：Ali Ashfaq）
- 雅弘吉兒·埃爾加舍夫（英语：Jahongir Ergashev）

1 球
- 瑪姆努爾·伊斯蘭（英语：Mamunul Islam）
- 晉美多吉
- 秦·瓊恩（英语：Chhin Chhoeun）
- 洪·芬（英语：Hong Pheng）
- 喬·索克芬（英语：Keo Sokpheng）
- 布拉格·摩尼·烏冬（英语：Prak Mony Udom）
- 陳柏良
- 陳毅維
- 陳浩瑋
- 黃偉民
- 富爾甘科·卡爾多索（英语：Fulganco Cardozo）
- 桑德什·西甘（英语：Sandesh Jhingan）
- 蘇密特·帕西（英语：Sumeet Passi）
- 穆罕默德·拉菲克（英语：Mohammed Rafique）
- 詹圖魯·蘇白雅（英语：Chanturu Suppiah）
- 凱爾·瓊斯（英语：Khair Jones）
- 穆赫德·阿姆里·葉海亞（英语：Mohd Amri Yahyah）
- 阿里·法希爾（英语：Ali Fasir）
- 侯賽因·尼牙孜·穆罕默德（英语：Hussain Niyaz Mohamed）
- 艾哈邁德·拉希德（英语：Ahmed Nashid）
- 泰弗朗·埃爾加舍夫（英语：Davron Ergashev）
- 阿赫塔姆·納扎羅夫（英语：Akhtam Nazarov）
- 烏美松·謝里波夫（英语：Umedzhon Sharipov）
- 帕菲斯松·烏馬巴耶夫（英语：Parvizdzhon Umarbayev）
- 魯菲諾·伽馬（英语：Rufino Gama）
- 荷西·奧利維拉（英语：José Oliveira）
- 艾曼·阿爾哈格利（英语：Ayman Al-Hagri）
- 阿卜杜勒瓦西阿·阿爾馬塔里（英语：Abdulwasea Al-Matari）
- 阿拉·阿爾薩希（英语：Ala Al-Sasi）
- 穆罕默德·阿邁德·阿里·波奇薩哈（英语：Mohammed Ahmed Ali Boqshan）

1 烏龍球
- 阿里·薩摩（英语：Ali Samooh） (對葉門國家足球隊)

## 外部連結
- AFC Asian Cup（页面存档备份，存于）, the-AFC.com